# Modulacja skrośna
Modulacja skrośna – modulacja fali nośnej sygnału pożądanego przez zmodulowany sygnał niepożądany, która powstaje w wyniku wzajemnego oddziaływania tych sygnałów w urządzeniu nieliniowym, czwórniku elektrycznym lub ośrodku transmisyjnym. Modulacja ta jest szczególnym przypadkiem intermodulacji. Jednym z przypadków modulacji skrośnej fal radiowych jest zjawisko luksemburskie.